# Voetbalzone
Voetbalzone (VZ) is een Nederlandse website over voetbalnieuws opgericht in 2001 en is onderdeel van FootballCo Group Limited Company.

## Ontstaan
In 2001 werd Voetbalzone opgericht door Thijs Freriks. Het platform kenmerkt zich door het herverpakken van voetbalnieuws van andere mediabronnen zoals kranten, tijdschriften, websites en voetbalclubs uit zowel binnen- als buitenland. Onder de slogan 'Meepraten over voetbal' wist het medium een grote groep bezoekers aan zich te binden en groeide de digitale gemeenschap uit tot de grootste onder Nederlandse voetballiefhebbers met naar eigen zeggen ruim 250.000 geregistreerde leden.

## Overname
Na eerdere interesse van onder meer de Telegraaf Media Groep en Wegener werd Voetbalzone in februari 2013 verkocht aan het Britse PERFORM Group voor een bedrag van minimaal twee miljoen euro dat kon oplopen tot 12,5 miljoen. Het bedrijf is gespecialiseerd in digitale sportcontent en -media en heeft internationaal onder meer voetbalportaal Goal, statistiekenleverancier Opta Sports, voetbaldatabase Soccerway en videoplatform ePlayer. Ten tijde van de overname bereikte Voetbalzone zo'n twee miljoen unieke bezoekers per maand. In 2019 werd Perform Group opgesplitst en sindsdien valt Voetbalzone onder streamingdienst DAZN, een OTT-platform dat ambities heeft het 'Netflix van de sport' te worden. Op dat moment was het aantal unieke gebruikers opgelopen tot gemiddeld vijf miljoen per maand.

## Ontwikkeling
Naast zo'n 80 nieuwsberichten per dag bevat Voetbalzone de dagelijkse rubriek In de wandelgangen, waarin transfergeruchten gebundeld worden, en de In Beeld-specials, slideshows met foto's waarin een specifiek onderwerp belicht wordt. In 2016 kondigde hoofdredacteur Daniel Cabot Kerkdijk in een interview met NRC aan dat Voetbalzone lid werd van de Stichting Nederlandse Sport Pers (NSP).
Na de overname door PERFORM kreeg het platform een nieuw uiterlijk en verbreedde het platform zijn aanbod met eigen (video)content. De hoeveelheid eigen stukken en interviews nam toe en in april 2016 werd verslaggever en presentator Justus Dingemanse aangenomen om extra eigen (video)content te produceren. Onder meer videoproducties als Doorzagen, WAG's, Feiten op Tafel, Meet the Players, Meepraten, Dreamteam en In the Zone werden toegevoegd aan het aanbod. Daarnaast werd Voetbalzone in het seizoen 2017/18 digitaal mediapartner van de eDivisie en kreeg het online rechten van verschillende internationale competities. Sinds het seizoen 2018/19 is Voetbalzone officieel digitale mediapartner van de Keuken Kampioen Divisie.
Ondanks het steeds bredere aanbod en het groeiende aantal unieke lezers, staat voetbalzone.nl tevens bekend om het gebruik van clickbait in titels van nieuwsitems.